# Oihan Sancet
Oihan Sancet Tirapu (Pamplona, Navarra, España, 25 de abril de 2000) es un futbolista español que juega como centrocampista en el Athletic Club de la Primera División.

## Trayectoria
Oihan es natural del barrio pamplonés de Mendillorri. Tras comenzar a jugar al fútbol con cinco años en la AD San Juan, se marchó al CD Oberena. Poco después, se incorporó a la cantera de CA Osasuna con diez años.En enero de 2012 fue elegido como mejor jugador del prestigioso Torneo Interescolar, organizado por la Fundación Osasuna, el cual ganó con el colegio Mendigoiti. En junio de 2015 llegó a la cantera del Athletic Club procedente del club rojillo.El club rojiblanco acabó abonando unos 300.000 euros tras su llegada al primer equipo.Tras destacar en su segundo año de juvenil, fue seleccionado por Eduardo Berizzo para realizar la pretemporada con el Athletic Club en 2018. Finalmente, el entrenador argentino anunció que Sancet formaría parte de la primera plantilla, alternando con el Bilbao Athletic.
El 25 de agosto de 2018 marcó su primer gol en su debut con el equipo filial en un encuentro frente al CD Tudelano (2-0), pero en la siguiente jornada sufrió una rotura del ligamento cruzado anterior de la rodilla izquierda. Tras una larga recuperación, regresó en marzo de 2019 para disputar el tramo final de la temporada con el filial.
De cara a la temporada 2019-20 fue, nuevamente, seleccionado para realizar la pretemporada con el primer equipo.Finalmente, el 16 de agosto debutó en Primera División en el triunfo ante el FC Barcelona (1-0) en San Mamés, sustituyendo a Óscar de Marcos en el minuto 65. El 27 de junio de 2020 marcó su primer gol en Liga, en San Mamés, en una victoria frente al RCD Mallorca (3-1).En julio de 2020 disputó los play-offs de ascenso a Segunda División con el Bilbao Athletic, con el que había jugado catorce encuentros durante la temporada. El 31 de octubre anotó el tanto del triunfo frente al Sevilla (2-1), en el minuto 86, cuando apenas llevaba cuarenta y cinco segundos en el terreno de juego.
El 3 de enero de 2022 marcó un hat-trick frente a CA Osasuna (1-3) en El Sadar. Además, se convirtió en el segundo futbolista más joven del Athletic Club en anotar un triplete en Liga desde Julen Guerrero. El 20 de febrero marcó y asistió en la goleada por 4 a 0 en el derbi vasco ante la Real Sociedad.
El 11 de septiembre marcó de penalti en la goleada frente al Elche CF (1-4). Una semana después anotó en el triunfo ante el Rayo Vallecano (3-2) en San Mamés. El 30 de septiembre marcó el segundo gol, en San Mamés, en la goleada ante la UD Almería (4-0). El 3 de febrero de 2023 marcó otro triplete, en San Mamés, frente al Cádiz (4-1). El 11 de febrero anotó el gol de la victoria frente al Valencia CF en Mestalla (1-2). El 1 de abril anunció su renovación con el club rojiblanco hasta junio de 2032. El 4 de junio marcó su décimo gol de la temporada en un empate, en el Santiago Bernabéu, ante el Real Madrid (1-1).
El 22 de septiembre anotó el segundo tanto del encuentro frente al Alavés (0-2).El 5 de noviembre dio dos asistencias en el triunfo a domicilio frente al Villarreal (2-3).El 24 de enero de 2024 marcó el tanto del empate, en San Mamés, en los cuartos de final de Copa del Rey frente al FC Barcelona (4-2).El 6 de abril marcó el gol del empate en la final de Copa frente al RCD Mallorca, en la que salieron campeones en la tanda de penaltis.El 14 de abril, en el primer partido disputado tras las celebraciones del día 11 por el título copero, adelantó al club bilbaíno en un empate a uno ante el Villarreal (1-1).
El 15 de agosto marcó el primer gol de La Liga 2023-24, en San Mamés, frente al Getafe (1-1).El 15 de septiembre anotó el tercer gol en su cuenta particular en el triunfo frente a la UD Las Palmas (2-3).El 3 de octubre cerró la victoria frente al AZ Alkmaar (2-0) en Liga Europa de la UEFA.El 24 de noviembre marcó el único gol del derbi vasco, en San Mamés, frente a la Real Sociedad.Una semana después anotó dos tantos que sirvieron para remontar al Rayo Vallecano (1-2) a domicilio.El 2 de febrero de 2025 marcó de cabeza el empate frente al Real Betis (2-2).Seis días más tarde anotó un hat-trick frente al Girona FC (3-0).El 23 de febrero marcó un gran tanto de volea frente al Real Valladolid (7-1).El 13 de abril anotó un doblete ante el Rayo Vallecano (3-1), además de conseguir el gol 5.000 en Primera División del club.El 17 de abril marcó de penalti en la vuelta de cuartos de final ante el Rangers.

## Selección nacional

### Categorías inferiores
Fue internacional en categoría sub-18 y sub-19 con la selección española. El 30 de junio de 2018 se proclamó campeón de los Juegos Mediterráneos con la selección sub-18 dirigida por Luis de la Fuente. El 10 de julio de 2019 fue uno de los tres jugadores descartados de la lista definitiva para disputar la Eurocopa sub-19.
El 7 de octubre de 2019 fue convocado por Luis de la Fuente para acudir a la concentración de la selección sub-21 en sustitución de Óscar Rodríguez. Tres días más tarde, el 10 de octubre, debutó en un amistoso frente a Alemania. El 21 de mayo de 2021 regresó a una convocatoria de la selección sub-21 para disputar la fase final de la Eurocopa. El 2 de junio de 2023 fue convocado por la selección española sub-21 para disputar la Eurocopa Sub-21 de 2023 en Georgia y Rumanía, en la que fue titular en todos los partidos y marcó un gol ante Ucrania en las semifinales del torneo.

### Selección absoluta
El 6 de octubre de 2023 fue convocado por Luis de la Fuente para la disputa de dos partidos clasificatorios para la Eurocopa 2024.El 12 de octubre debutó frente a Escocia (2-0), sustituyendo a Mikel Merino en el minuto 67. Además, marcó su primer gol como internacional tras rematar un pase de Joselu en el minuto 86.

#### Goles internacionales
| N.º | Fecha                 | Estadio                                | Rival   | Gol | Resultado | Competición                 |
| --- | --------------------- | -------------------------------------- | ------- | --- | --------- | --------------------------- |
| 1   | 12 de octubre de 2023 | Estadio de La Cartuja, Sevilla, España | Escocia | 2-0 | 2-0       | Clasificación Eurocopa 2024 |

### Participación en Eurocopas
| Eurocopa                | Sede              | Resultado  |
| ----------------------- | ----------------- | ---------- |
| Eurocopa Sub-21 de 2023 | Georgia y Rumania | Subcampeón |

## Estadísticas

### Clubes
Actualizado al último partido disputado el 17 de abril de 2025.
| Club                     | Div.          | Temporada     | Liga  | Liga  | Copas nacionales | Copas nacionales | Copas internacionales | Copas internacionales | Total | Total |
| Club                     | Div.          | Temporada     | Part. | Goles | Part.            | Goles            | Part.                 | Goles                 | Part. | Goles |
| ------------------------ | ------------- | ------------- | ----- | ----- | ---------------- | ---------------- | --------------------- | --------------------- | ----- | ----- |
| Bilbao Athletic · España | 2.ª B         | 2018-19       | 10    | 1     | ―                | ―                | ―                     | ―                     | 10    | 1     |
| Bilbao Athletic · España | 2.ª B         | 2019-20       | 15    | 6     | ―                | ―                | ―                     | ―                     | 15    | 6     |
| Bilbao Athletic · España | Total club    | Total club    | 25    | 7     | 0                | 0                | 0                     | 0                     | 25    | 7     |
| Athletic Club · España   | 1.ª           | 2019-20       | 17    | 1     | 2                | 0                | ―                     | ―                     | 19    | 1     |
| Athletic Club · España   | 1.ª           | 2020-21       | 24    | 2     | 2                | 0                | ―                     | ―                     | 26    | 2     |
| Athletic Club · España   | 1.ª           | 2021-22       | 27    | 6     | 6                | 0                | ―                     | ―                     | 33    | 6     |
| Athletic Club · España   | 1.ª           | 2022-23       | 36    | 10    | 5                | 0                | —                     | —                     | 41    | 10    |
| Athletic Club · España   | 1.ª           | 2023-24       | 30    | 4     | 8                | 2                | —                     | —                     | 38    | 6     |
| Athletic Club · España   | 1.ª           | 2024-25       | 29    | 15    | 0                | 0                | 7                     | 2                     | 36    | 17    |
| Athletic Club · España   | 1.ª           | 2025-26       | 0     | 0     | 0                | 0                | 0                     | 0                     | 0     | 0     |
| Athletic Club · España   | Total club    | Total club    | 163   | 38    | 23               | 2                | 7                     | 2                     | 193   | 42    |
| Total carrera            | Total carrera | Total carrera | 186   | 44    | 23               | 2                | 7                     | 2                     | 216   | 49    |

### Hat tricks
| 1 | 3 de enero de 2022   | Estadio El Sadar, Pamplona   | C. A. Osasuna - Athletic Club |  | 1 - 3 | Primera División de España 2021-22 |
| 2 | 3 de febrero de 2023 | Estadio de San Mamés, Bilbao | Athletic Club - Cádiz C. F.   |  | 4 - 1 | Primera División de España 2022-23 |
| 3 | 8 de febrero de 2025 | Estadio de San Mamés, Bilbao | Athletic Club - Girona F. C.  |  | 3 - 0 | Primera División de España 2024-25 |

## Palmarés

### Títulos nacionales
| Título              | Club          | País   | Año  |
| ------------------- | ------------- | ------ | ---- |
| Supercopa de España | Athletic Club | España | 2021 |
| Copa del Rey        | Athletic Club | España | 2024 |

### Títulos internacionales
| Título               | Equipo | Sede   | Año  |
| -------------------- | ------ | ------ | ---- |
| Juegos Mediterráneos | España | España | 2018 |

### Reconocimientos individuales
| Distinción                                         | Año  |
| -------------------------------------------------- | ---- |
| Seleccionado en el Once de Bronce del Fútbol Draft | 2020 |
| Seleccionado en el Once de Bronce del Fútbol Draft | 2021 |
| Jugador del mes de febrero de LaLiga               | 2025 |

## Controversia
El 30 de enero de 2022 sufrió un accidente de tráfico de madrugada en Pamplona.En un primer momento el jugador salió huyendo del coche y uno de sus amigos se autoinculpó como causante del accidente, aunque finalmente el propio futbolista reconoció a la Policía Foral que era él quien conducía.
En la madrugada del 27 de marzo de 2025 salió ileso de un nuevo accidente mientras circulaba, junto a un amigo, en un Porsche Cayenne. Su amigo declaró a la Ertzaintza que conducía el vehículo accidentado.